# Sterische hindering
Het begrip sterische hindering wordt op verschillende plaatsen in de chemie gebruikt. Het betekent altijd dat er door het volume van bepaalde delen van een molecuul andere stukken van het molecuul zich niet vrij kunnen gedragen.
- In chemische reacties kan een omvangrijke substituent voorkomen dat een functionele groep zich gedraagt volgens de algemene regels. Zo wordt het feit dat acetalen van t-butanol niet of nauwelijks gevormd worden geweten aan de aanwezigheid van zeer veel methylgroepen.[1]
- In de structuurtheorie kunnen omvangrijke groepen ervoor zorgen dat de vrije draaibaarheid van molecule-delen ten opzichte van elkaar geblokkeerd wordt. Bekende voorbeelden daarvan zijn de 2,2,2'-gesubstitueerde bifenylen. Door de omvang van de substituenten kunnen de twee benzeenringen niet meer vrij langs elkaar draaien is er sprake van een chiraal molecuul met een P- en een M-enantiomeer.

Een belangrijk maatschappelijk punt waar sterische hindering een rol speelt is de vorming van transvetten tijdens het harden van plantaardige oliën en vetten. Tijdens dit proces worden de twee waterstof-atomen die aan de dubbele band gekoppeld moeten worden na elkaar aan de koolstofketen gekoppeld. De eerste stap is reversibel. De natuurlijke vorm voor de onverzadigde vetten is de Z-vorm, waarbij de doorgaande koolstofketen zich aan dezelfde zijde van de dubbele band bevinden. Ze zitten "elkaar in de weg". Bij de koppeling van het eerste waterstof-atoom wordt de dubbele band verbroken en ontstaat vrije draaibaarheid om de oorspronkelijke band. Na koppeling kan het waterstof-atoom ook weer loslaten en wordt de oorspronkelijke dubbele band hersteld. Bij het herstellen van de dubbele band kunnen de doorgaande ketenstukken nu aan verschillende kanten van de dubbele band terecht komen waardoor ze "elkaar niet in de weg zitten".